# Дождь из животных

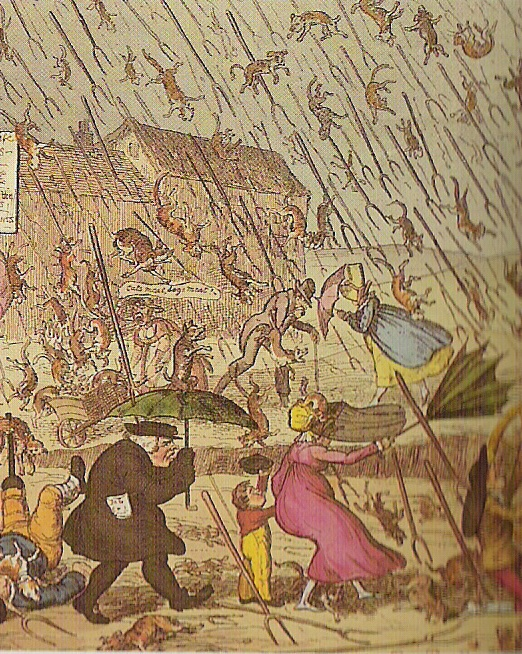
Английская карикатура XIX века, где идёт дождь из вил, собак и котов.

До́ждь из живо́тных — редкое метеорологическое явление, отмеченное во многих странах в разное время.
Чаще всего такой дождь состоит из рыб или лягушек, хотя описаны случаи и дождя из птиц. В некоторых случаях дождь достигает такой силы, что животные падают на землю в виде фрагментов. Иногда животные выживают после падения, заставляя предположить, что между «взлётом» и «падением» животного прошло довольно небольшое время. В ряде случаев животные падают обмороженные или замерзшие в кусках льда, показывая тем самым, что высота «взлёта» была очень большой, и они оказались в облаках, где температура атмосферы ниже 0 °C. Большинство проявлений такого дождя наблюдается после штормов, чаще всего — после смерча. Однако описаны многочисленные случаи, когда дождь из животных шёл при спокойной погоде и в отсутствие сильных ветров. По одной из гипотез, пытающихся объяснить это явление, сильный ветер собирает на поверхности земли или воды животных и переносит их на несколько километров.

## Свидетельства и легенды

### Древний мир

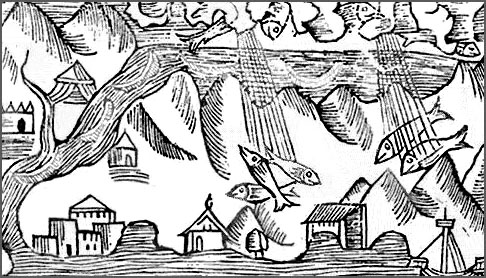
Гравюра с изображением «рыбного дождя» (О. Магнус, 1555)

Древняя литература часто упоминает свидетельства дождя из животных. Восходят они к Древнему Египту: согласно потерянному папирусу Альберто Тульи, существование которого было оспорено, были замечены странные явления, в особенности падение с неба птиц и рыб. В IV веке до н. э. греческий писатель Афиней упоминает о дожде из рыб в Херонее (Пелопоннес), который длился три дня. В I веке римский писатель Плиний Старший пишет о дожде из тел, шерсти, крови и других частей животных. Ипатьевская летопись содержит сообщение о наблюдениях дождя из детенышей белок и оленей «за Югрой и Самоядью». В ряде местностей это явление случается настолько часто, что в Средних веках некоторые жители таких районов начинали считать, что рыбы рождаются взрослыми на небесах и затем падают в море.

### Современность
Благодаря публикациям в прессе известно множество свидетельств данного явления, которые можно считать достаточно надёжными, поскольку они многочисленны и независимы друг от друга.
В 1578 году большие жёлтые мыши упали на норвежский город Берген.
Согласно некому Джону Коллинджесу, дождь из жаб обрушился на английскую деревню Экл в Норфолке. Хозяин таверны — места, где произошло явление — вынужден был сотнями собирать жаб, чтобы избавиться от них.

16 февраля 1861 года Сингапур перенёс землетрясение с последующими тремя днями обильных дождей. После окончания дождей жители Сингапура увидели, что в лужах лежат тысячи рыб. Коренные жители утверждали, что видели, как они упали с неба.
Журнал «Scientific American» 15 января 1877 года зарегистрировал ливень из змей, которые достигали 18 дюймов длины (около 45 см) в Мемфисе. В Соединённых Штатах было зарегистрировано более пятнадцати дождей из животных только в XIX веке.
В июне 1880 года прошёл дождь из перепелов над Валенсией (Испания).
7 сентября 1953 года тысячи лягушек упали с неба на город Лестер в Массачусетсе, США.
В 1968 году бразильские газеты писали о дожде из мяса и крови на довольно большой территории.
Мёртвые канарейки упали в городе Сент-Мэрис-Сити в Мэриленде (США), в январе 1969 года. Согласно газете «Washington Post» от 26 января того года, их падение было вызвано внезапной смертью в полёте, как будто бы они подверглись взрыву, которого никто не видел и не слышал.
В 1978 году шёл дождь из креветок в Новом Южном Уэльсе, в Австралии.
В 2002 году шёл дождь из рыбы в деревне Корона (Греция).
В 2007 году шёл дождь из пауков в провинции Сальта (Аргентина).
В 2007 году шёл дождь из лягушек в Эль-Ребольедо (провинция Аликанте, Испания).
В начале января 2011 года в Швеции ночью с неба упали несколько сотен птиц, в основном ворон и галок. И примерно в то же время в штате Арканзас, США с неба обрушился дождь из нескольких тысяч дроздов.
Этот список является далеко не полным, и лишь показывает примеры событий, связанных с данным явлением.

## Объяснения

### Ранние объяснения
Наука давно отказалась от многих из объяснений, которые были предложены для обоснования явления, из-за того, что они были сочтены преувеличенными, малонадёжными или непроверяемыми.
Таким образом дожди из животных долго оставались без научного объяснения, так что развивались наиболее нелепые теории.
В IV веке до н. э. греческий философ Теофраст отрицал возможность существования дождя из жаб, объясняя это тем, что не жабы падают в течение дождя, а дождь заставляет их выходить из земли.
В XVI веке Рехинальд Скот выдвинул гипотезу самозарождения. Согласно ей, он «уверен, что какие-то существа созданы спонтанно, и они не нуждаются в родителях. Например, (…) эти лягушки, пришедшие из ниоткуда. Они были транспортированы дождём. Эти существа рождаются из ливней…».
В XIX веке некоторые предполагали, что испарение воды переносило икринки лягушки в облака, где они вырастали и падали на землю в ливень.
В 1859 году свидетель рыбного дождя в посёлке Маунтин-Эш в Уэльсе, Дж. Э. Грей, заявил, что самым вероятным объяснением явления была шутка одного из слуг, который разбросал ведро рыб.

### Научные объяснения

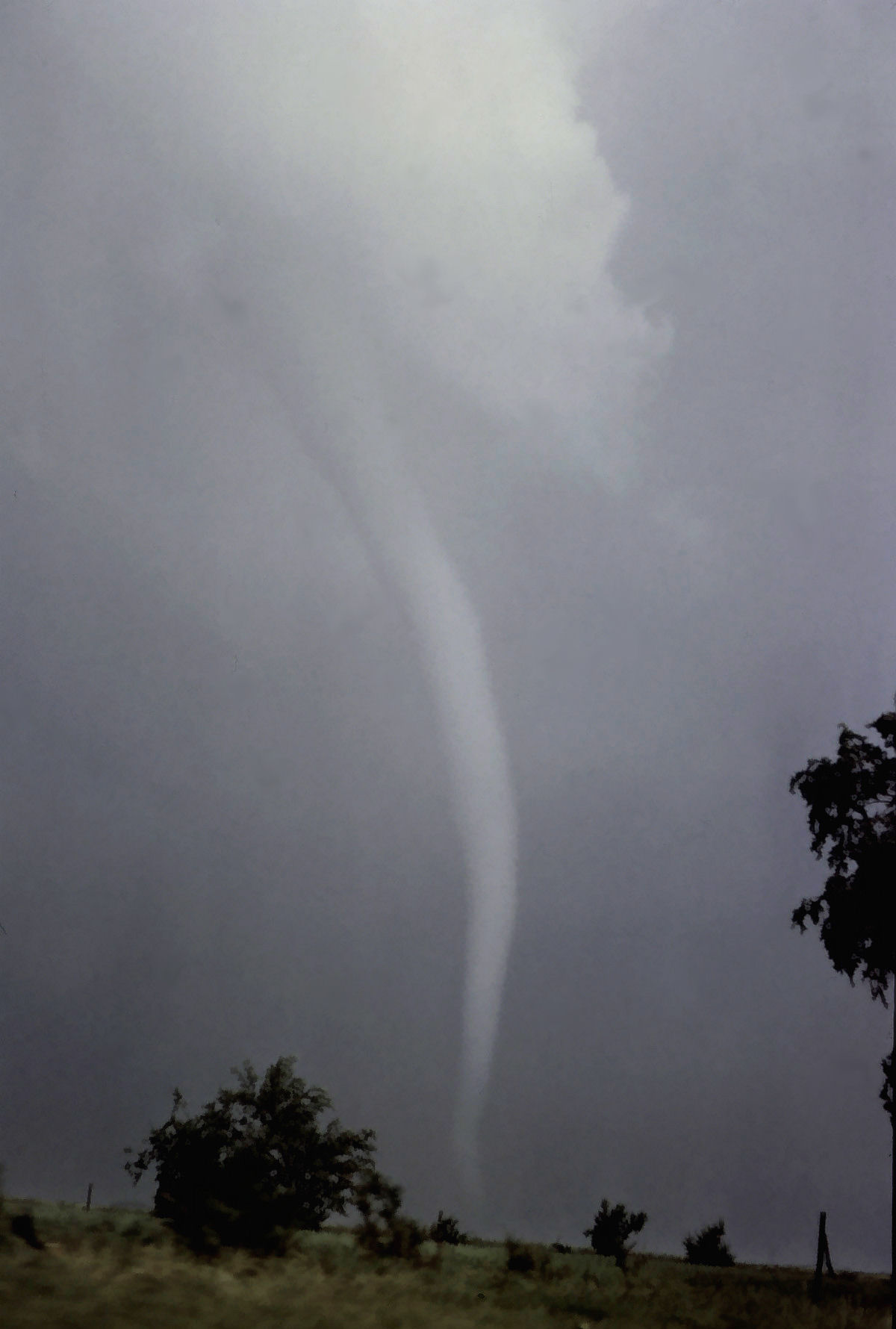
Смерч — наиболее вероятное научное объяснение явления

Вопреки мнению большинства своих современных коллег, французский физик Андре Мари Ампер считал, что свидетельства о дождях из животных были истинными. Ампер попробовал объяснять дожди из жаб с помощью гипотезы, которая впоследствии была принята и развита учёными. Перед Обществом естественных наук Ампер заявил, что из-за передвижения жаб по полям большими группами они могли попадать «в плен» ветров и переносились на большие расстояния.
Совсем недавно появилось научное объяснение явления, которое связывает появление дождя из животных со смерчами. Согласно этой гипотезе, водяные смерчи способны переносить животных благодаря комбинации депрессии в водяном смерче и силы ветра. Как земные животные, так и рыбы были бы подняты с поверхности, а птицы — перехвачены в полёте. Затем эти водяные смерчи или торнадо поднимали животных на относительно большие высоты. Таким образом, ветры способны подбирать с поверхности животных и заставлять их падать в определённых точках. Какие-то торнадо и водяные смерчи могли бы полностью осушить большой водоём, чтобы заставить упасть на расстоянии местную фауну в форме дождя из животных.
В каких-то случаях некоторые научные объяснения отрицают существование рыбных дождей. Например, в случае дождя рыб в Сингапуре в 1861 году французский натуралист Франсис Кастельно пояснил, что ливень состоялся в период миграции сомов и что эти рыбы способны ползти по земле, чтобы перебраться из одного водоёма в другой, как угри, которые могут пробегать несколько километров во влажных лугах, или как щуки, которые размножаются в затопленных полях. Кроме того, он заметил, что факт того, что он увидел рыб на земле сразу после дождя — не больше чем совпадение, так как обычно эти животные двигаются по смоченной росой почве, после ливня или наводнения.

### Паранаучные объяснения
Американский писатель Чарльз Форт, получив в 1916 году наследство, полностью посвятил себя сплошному просмотру периодических изданий США и Великобритании в поисках историй о предметах и животных, якобы, падавших с неба, спонтанных случаях самовозгорания человека, экстрасенсорных способностях и т. д. В 1919 году Форт напечатал первый из четырёх своих сборников сенсационных материалов, не соответствующих научной картине мира, — «Книгу проклятых». В этой книге Форт характеризовал себя как «истинного скептика» и «антидогматика». Далее Форт выпустил ещё три книги аналогичного содержания: «Новые земли» (1923), «Вот!» (1931) и «Дикие таланты» (1932). В этих книгах постулируется существование так называемого «Супер-Саргассова моря», откуда на Землю выпадают вещи и живые существа. Разумные обитатели надземного пространства, по мнению Форта, связаны с тайными обществами внизу, вероятно, при помощи телепатии и телепортации (этот термин впервые был предложен именно Чарльзом Фортом).